# Salix plocotricha
Salix plocotricha är en videväxtart som beskrevs av Camillo Karl Schneider. Salix plocotricha ingår i släktet viden, och familjen videväxter. Inga underarter finns listade i Catalogue of Life.